# The Right Stuff (musikalbum)
The Right Stuff är debutalbumet av den amerikanska sångaren Vanessa Williams, utgivet av Wing Records den 6 juni 1988. Åren innan albumutgivningen blev Williams känd som den första afroamerikanskan att vinna skönhetstävlingen Miss America, en utmärkelse som dessvärre snabbt fördunklades när nakenbilder på henne olovligen publicerades i en tidskrift. Den efterföljande skandalen gjorde att hon tvingades avgå i förtid som skönhetsmiss. Trots att Williams karriär skadades svårt av händelsen säkrade hon ett skivkontrakt med det nygrundade Wing Records, en division av det större bolaget Polydor Records och påbörjade därefter arbetet på ett debutalbum.
Williams hade svårt att bli tagen på allvar som musiker efter skandalen och hade svårigheter att hitta musikproducenter och låtskrivare som ville jobba med henne. Tillsammans med sin make och manager samt skivbolagschefen Ed Eckstine handplockades till sist flera låtskrivare och producenter för att bidra med material till The Right Stuff, däribland Amir Bayyan, David Paul Bryant, Lewis A. Martinee, Daryll Ross och Rex Salas. Tillsammans skapades ett album bestående av pop och R&B som innefattade influenser av funk, urban och hiphop.
Efter utgivningen mottog The Right Stuff blandad respons från musikjournalister där Williams sångtalang och den, vid tidpunkten, innovativa produktionen lyftes fram. Albumet blev en kommersiell framgång för Williams och har beskrivits som en av de mest storslagna återkomsterna i modern popkultur som framgångsrikt gav henne ett namn utanför Miss America-skandalen. Albumet nådde topp-fyrtio och topp-tjugo på de amerikanska albumlistorna Billboard Top Pop Albums och Top Black Albums och gav Williams en guldskiva av Recording Industry Association of America (RIAA).
The Right Stuff gav upphov till flera musiksinglar. Huvudsingeln "The Right Stuff" och uppföljaren "(He's Got) The Look" var båda framgångar på amerikanska Top Black Singles medan "Dreamin'" blev en crossoverhit som nådde topp-tio på poplistan och förstaplatsen på R&B-listan. Fjärde singeln "Darlin' I" blev hennes fjärde att nå topp tio på R&B-marknaden. Med albumet mottog Williams tre Grammy Award-nomineringar och vann en NCAAP Image Award i kategorin Outstanding New Artist. 

## Bakgrund
År 1981 lämnade den då 18-åriga Vanessa Williams sin hemstad Millwood, New York för att börja studera musik och drama vid Syracuse University. Under den andra terminen på skolan söktes Williams upp av talangscouter som ville att hon skulle medverka i universitetets skönhetstävling. Williams, som inte var intresserad, avböjde erbjudandet tills hon insåg att hon kunde få pengar till ett stipendium om hon ställde upp. Hon medverkade och vann titeln Miss Syracuse i april 1983 och därefter Miss New York i juni samma år. Hon vann och kröntes Miss America den 17 september 1983 och blev därmed den första afroamerikanska kvinnan att vinna titeln. Williams fick hatbrev och dödshot och blev hårt kritiserad för sin vinst, inte bara av vita utan även från afroamerikaner som ansåg att hennes hud var för ljus.
I juli 1984 fick Williams veta att bilder på henne när hon poserade naken skulle publiceras i ett kommande nummer av Penthouse. Williams hade fotograferats 1982 och blivit lovad att hon inte skulle vara igenkännbar då bara hennes siluett skulle användas och att bilderna dessutom aldrig skulle ses av någon annan än fotografen själv. När det blev offentligt att bilderna existerade gav The Miss America Organization henne 72 timmar att avgå, vilket hon gjorde under en presskonferens som hölls 23 juli 1984. Bilderna blev en stor skandal som hade kraftig negativ påverkan på Williams karriär och varumärke. Hon avbokades från ett gemensamt uppträdande tillsammans med Bob Hope och sparkades från ett reklamsamarbete med Gilette. Penthouse släppte bilderna i september 1984 och numret blev tidningens mest framgångsrika någonsin som gjorde att ägaren Bob Guccione tjänade 14 miljoner dollar. Efter publiceringen lämnade Williams in en stämningsansökan mot Guccione på 400 miljoner amerikanska dollar. Hon drog dock tillbaka ansökan när det kom fram att hon 1982 trots allt gett sitt medgivande på att bilderna fick publiceras. Enligt henne själv hade hon hade som "naiv 19-åring" litat på fotografen och att han aldrig skulle visa bilderna för någon annan.

## Utveckling

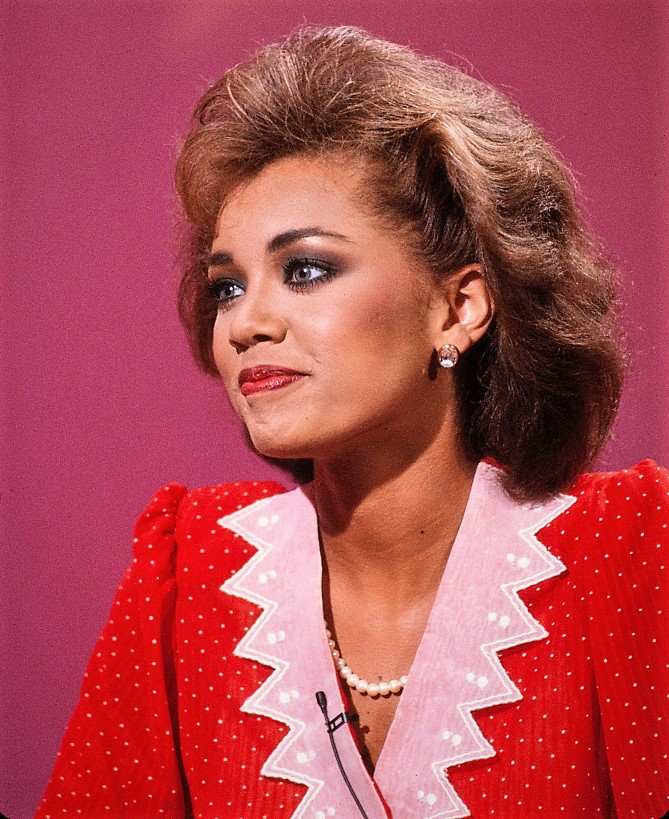
Williams (på bilden) upplevde att hon hade svårt att bli tagen på allvar som musiker efter sin medverkan i Miss America.

Tiden efter skandalen hade Williams svårt att få sina planer på en musikkarriär att bli tagna på allvar, något hon berättade om i en utgåva av Ebony daterad november 1988. Många skivbolag ville inte jobba med henne. I en intervju kommenterade hon: "Jag tror att Miss America var en stor omväg för mig till det jag verkligen ville göra professionellt. Om dom [skivbolagen] ser dig som 'Miss America' så ser dom dig som korkad... en bimbo. Jag ville inte ge upp, men det fanns verkligen stunder då jag kände mig utom kontroll." Williams anställde PR-strategen Ramon Hervey II för att hjälpa henne att utveckla kontakter i nöjesindustrin. Williams och Hervey blev en tid senare tillsammans och gifte sig. Medan Williams väntade parets första barn, Melanie, erbjöds hon ett skivkontrakt av Ed Eckstine som var skivbolagschef för det nygrundade Wing Records, en division av Polydor Records. Efter en diskussion med musikern Quincy Jones bestämde sig Hervey, som nu blivit Williams manager, att skjuta upp inspelningen av debutalbumet till efter att hon fött barnet. Under graviditeten handplockade Williams, Eckstine och Hervey en grupp låtskrivare och musikproducenter för att jobba på albumet. I en intervju sa Williams: "Många människor, särskilt afroamerikaner, är trots allt stöttande för dom vill att det ska gå bra för mig. Jag har så mycket extra bagage att många varit ovilliga att våga chansa på mig då dom tyckte det var för riskabelt."
Under tidiga inspelningssessioner för albumet var både L.A. Reid och Kenneth "Babyface" Edmonds menade att bidra med material till albumet. Duon skapade kompositionen "Girlfriend" till Williams som de spelade för henne i Reids lägenhet. Enligt en handskakning skulle Williams och hennes team köpa låten för 12 000 dollar. Fyra dagar senare arbetade Reid och Edmonds med Pebbles i inspelningsstudion på hennes självbetitlade debutalbum (1987) och spelade "Girlfriend" för henne. Pebbles insåg snabbt att låten skulle bli en stor hit och undrade hur mycket Williams tänkte betala för den. Pebbles överbjöd Williams och betalade 18 000 samt skänkte två bilar till Reid och fick låten. Reid sade i en intervju 2016 att det var Edmonds som tyckte att låten var skräddarsydd för Pebbles och skulle passa henne bättre. "Girlfriend" släpptes som Pebbles debutsingel och blev en stor hitlåt under året som nådde femteplatsen på amerikanska poplistan. När Reid tog upp händelsen i sin memoar Sing to Me från 2016 berättade han hur Williams sa upp bekantskapen med honom efter händelsen.

## Inspelning

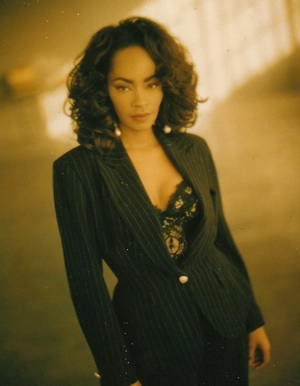
Sångaren Jody Watley (på bilden) var en inspiration när musikproducenten Kipper Jones skapade musik till The Right Stuff.

Efter födseln jobbade Williams på albumet nattetid då hon var upptagen dagtid med sin medverkan i musikalen Checkmates. Både Williams och Hervey medgav att arbetet i inspelningsstudion ibland ledde till konflikter som även påverkade deras äktenskap. Hervey sa: "Ibland är mina förväntningar på henne så höga att jag får påminna mig själv om att det faktiskt är första gången hon gör detta." Under skapandeprocessen försökte paret hitta en ersättare till Hervey så de skulle slippa jobba ihop och intervjuade flera personer. Både Williams och Hervey ansåg dock att ingen hade samma passion för hennes karriär och bestämde sig därför att fortsätta med samarbetet. Hervey beskrev hur det stundtals var en svår balansgång att vara "stöttande och uppmuntrande" som hennes make men samtidigt se på arbetet ur en managers synvinkel. Williams sa till musikjournalisten Lynn Norment: "Vi är ofta oense. Jag har alltid en åsikt och han också. Jag är inte en sån person som bara håller med om allting [...]".
Genom en gemensam kontakt med en musikförläggare hörde Eckstine av sig till den amerikanska låtskrivaren och musikproducenten Kipper Jones och frågade om han hade material till albumet. Jones, som varit ett stort fan av Williams sedan hennes medverkan i Miss America, hade inga färdiga låtar till albumet men ljög och sade att han hade det. I en intervju flera år senare kommenterade han: "Fem år tidigare var jag helt betagen av henne och tänkte: 'Jag måste få träffa den här tjejen' så när jag fick samtalet från musikförläggaren som sade: '[...] Ed Eckstine undrar om du har en låt till den här Vanessa Williams-tjejen' så svarade jag naturligtvis 'Det har jag! Skämtar du? Självklart har jag det.' Jag hade ingen låt till henne men som jag brukar säga till mina yngre kollegor: när dom frågar dig, svara ja och fixa det på väg till mötet." Efter samtalet med musikförläggaren påbörjade Jones arbetet på musik till Williams. Jones var ett stort fan av den amerikanska sångaren Jody Watley och bandet Shalamar som hon medverkade i. Med Watley som huvudsaklig inspiration skapade han kompositionen "The Right Stuff" tillsammans med Chuckii Booker och Rex Salas, tidigare kollegor i bandet Tease. Efter färdigställandet besökte Williams inspelningsstudion för att lyssna på låten. Williams gillade den men var osäker på om kompositionen passade henne. Jones sade i en intervju: "Hon var orolig att låten inte skulle passa henne men jag sade: 'Oroa dig inte, vi fixar det. Lyssna på mig när vi är i inspelningsstudion så kommer den bli toppen.' Vi gjorde låten tillsammans och efteråt när hon hörde den så utbrast hon: 'Wow!'."
"Hon är väldigt flitig. Hon gav mig 100 procent. Vi skulle egentligen bara varit i inspelningsstudion i sex timmar men det slutade med att vi var där i tre dagar. Men det vi skapade blev toppen. Hon är väldigt lättsam att jobba med, en väldigt trevlig kvinna."
En av alla kompositioner som skickades in till Eckstine under utvecklingen av The Right Stuff var balladen "Dreamin'". Låten, skriven av Lisa Montegomary och Geneva Paschal, hade tidigare spelats in av musikgruppen Guinn och släppts som en musiksingel år 1986. Den hade spelats mycket av quiet storm-radiostationer men aldrig blivit någon listframgång. Eckstine tog kontakt med låtens producent Donald Robinson och bad honom spela in en ny version som kunde platsa på Williams' musikalbum. Robinson skapade ny version av låten vid Sigma Sound Studios i Philadelphia. Robinson spelade den nya versionen för Eckstine som gillade den och bokade en flygbiljett åt Williams för att spela in den i Philadelphia där den färdigställdes på tre dagar.

## Komposition och texter
"Jag ville göra så bra jag kunde göra ifrån mig på det första albumet. Att det mottagits så väl är fantastiskt. Allt på albumet är en reflektion över mig, min stil, mitt innersta."
The Right Stuff är ett pop- och R&B-album som innehåller influenser av funk, urban och hiphop. Enligt Mary Anna Fesco från Spin karaktäriseras albumet av ett distinkt sound som omfattar "latinopop, tillförlitlig funk och kabaré i upptempo tillsammans med gripande ballader". Om den musikaliska inriktningen kommenterade Williams: "Jag gillar det funkiga. Det ger mig tillfälle att dansa. Jag är ju bara 25 år. Jag kan inte hålla tillbaka den delen av mig som vill dansa och lyssna på dansmusik och sånt. Jag kände mig skyldig att ge det till den delen av mig själv som gillar rock, som gillar trasiga jeans och gillar att vara ung och galen." Williams diskuterade albumets stil och komposition med Carol Van Keeken från R&B Report och sade: "Vi lyfter fram mig själv. Jag vill komma bort från den oåtkomliga glamourtjejen med putande läppar. Det här albumet reflekterar inte begränsad sångförmåga och flämtningar. Jag kommer ut som en självsäker, 1980-tals kvinna som tror på sin musik. Den imagen jag vill ha är som en jordnära och relaterbar person." Om innehållet på albumet sammanfattade hon: "Jag har valt ut seriösa, melodiösa låtar som jag visste att jag skulle kunna göra rättvisa och de är tilltalande både för tonåringar och vuxna."
The Right Stuff inleds med titelspåret som är en popkomposition i upptempo uppbyggd av "smattrande" trummaskiner, "bultande" keyboards och fingerknäppningar. Låten, som har jämförts med musik utgiven av Janet Jackson, hade en, för tidpunkten, progressiv produktion som lånade influenser från både Italo disco och house. "Be a Man" har beskrivits som ett "funkigt" nummer med en minnesvärd och trallvänlig refräng. "Dreamin'", en cover på familjen och musikgruppen Guinns original från 1986, är en ballad som rör sig inom ramarna för quiet storm som gav mer utrymme för Williams sång som ackompanjeras med "drömlik" saxofon, "skimrande" beats och mjuka harmonier. Texten utforskar en kvinnas dagdrömmar om en potentiell romans som uteblivit. Enligt On This Day in Pop gav Williams sånginsats texten både färg och elegans. "(He's Got) The Look" skrevs av Amir Bayyan som tidigare jobbat med LaToya Jackson. Williams beskrevs sjunga både "vackert" och "förföriskt" om en man som får henne att bli knäsvag. Låten är uppbyggd av syntar, pulserande bas och en distinkt brygga som On This Day in Pop ansåg fick den att stå ut från resten av musiken på radio vid tidpunkten. Låten innehåller "tjejgruppsliknande" bakgrundssång blandat med ett "rappliknande" sångframförande av Williams.
"If You Really Love Him" har beskrivits som en "potent" och "förtjusande" upptempoballad i samma stil som Whitney Houstons "So Emotional" (1988). Den har ett talat intro och ett ljust och luftigt sångframförande av Williams. "Darlin' I" är sammansatt utifrån en blandning av R&B och jazz och rör sig inom ramarna för quiet storm. Enligt Michele Johnson från Classic Rock History är låten mjuk och melodiös med "hypnotiserande" och "sensuella" pianoackord, perfekt för "långsam dans" eller "avslappnande kvällslyssning". Johnson kommenterade år 2021: "Hon visade att hon ville bli betraktad som en talangfull diva. Hon sjöng tonerna med lätthet. Vid tidpunkten var hon kanske inte främst känd som en balladsångare men visade att hon kunde när hon väl bestämde sig för det." Låttexten beskriver framförarens ånger kring att ha sårat sin kärlekspartner. Johnson ansåg att när låten kom ut var det temat ovanligt för kvinnliga sångare att sjunga om, vilket gjorde att låten stod ut. Oftast var det män som sjöng låtar om ånger för vad de gjort fel i relationer. The Right Stuff avslutas med balladen "Whatever Happens" som beskrevs som "berörande" och en föregångare till Williams signaturmelodi "Save the Best for Last" (1992).

## Utgivning och marknadsföring

### Utgivning, format och omslag
"Jag har sjungit hela mitt liv [...]. Jag sjöng långt innan jag var med i Miss America, detta är vad jag brinner för. Det är fantastiskt att en dröm kan gå i uppfyllelse."
The Right Stuff gavs ut i USA den 6 juni 1988 på CD, LP och kassettband. Albumomslaget är en bild på Williams som poserar i en röd långärmad klänning med urringning. Omslaget fotograferades av Harry Langdon medan Valerie Badjett arbetade som stylist. I Japan gavs albumet ut den 1 september med en annan omslagsbild. The Right Stuff gavs ut digitalt den 8 december 2006.

### Marknadsföring
Williams marknadsförde The Right Stuff genom medverkan i TV, radio, konserter och genom att träffa fans. I juni 1988 besökte hon skivaffären Warehouse Records i Los Angeles. Besöket lockade över tusen personer och blev därmed affärens mest lyckade artistbesök någonsin. Den 30 juli var hon en av artisterna som medverkade under "Black Music Day", ett årligt event för att hylla framstående afroamerikanska musiker, anordnat av skivaffären City-1 i Los Angeles. I augusti begav sig Williams ut på en PR-turné som besökte radiostationer och press i omkring 40 amerikanska städer. Williams framförde sin musik i NBC:s Showtime at the Apollo, Soul Train, Live! Dick Clark Presents, Club MTV samt BET:s Video Soul och Live at the Improv. Den 12 augusti var hon en av de uppträdande artisterna vid musikfestivalen Taste of Chicago och sjöng låtar från albumet inför en publik på 300 000. Hon var även huvudnumret vid en välgörenhetsgala för sickelcellanemi som anordnades av The Sickle Cell Anemia Foundation i Mobile, Alabama. Williams bjöds in att uppträda på BRE Music Awards i maj 1989 men avböjde då hon tillkännagav att hon väntade sitt andra barn.

### Singlar
Albumets titelspår gavs ut som huvudsingel 1 februari 1988. Den 13 maj samma år blev singeln den som flest R&B-stationer lagt till i sina spellistor (Most Added) under veckan. Om låtens framgångar sa Williams: "Singeln 'The Right Stuff' har gjort väldigt bra ifrån sig och jag har varit väldigt förvånad men också väldigt glad att den klättrat så snabbt uppför listorna." Williams fortsatte: "Jag måste tacka afroamerikanska radiostationer som fick det att hända för dom var de första att börja spela låten. Dom spelade den först och dom trodde på mig och jag kan inte vara gladare." "The Right Stuff" nådde fjärdeplatsen på den amerikanska singellistan Top Black Singles publicerad av Billboard. Wing och Polydor skickade låten till amerikansk popradio först under sommaren 1988 vilket dessvärre försämrade singelns kommersiella prestation då momentumet från afroamerikansk radio hade hunnit försvinna. "The Right Stuff" fick därför en måttlig topp-femtio-placering på poplistan Billboard Hot 100. Musikvideon, som regisserades av Rebecca Blake, innehöll danskoreografi av Jeffrey Daniel som dessförinnan skapat koreografin till dansen i videon för Michael Jacksons "Bad" (1987). I Storbritannien remixades låten av Norman Cook som vid tidpunkten gått från indiepop-musiker i duon Housemartins till att bli DJ.
Efter "The Right Stuff" ville Wing kapitalisera på låtens framgång på afroamerikansk radio varför man snabbt gav ut albumets andra singel "(He's Got) The Look" den 12 april. Låten blev en ytterligare topp-tio notering på amerikanska Top Black Singles. "Dreamin'" gavs ut som albumets tredje singel den 26 november 1988. Nu hade Wing och Polydor lärt sig av misstaget vid lanseringen av "The Right Stuff" och skickade singeln med mycket kortare mellanrum till afroamerikansk radio och till popradio. Om den, vid tidpunkten, ovanliga marknadsföringsstrategin kommenterade Michael Johnson från Wing: "Det har nästan blivit en universell marknad. Konsumenten är universell - och bryr sig inte om afroamerikanska topplistor eller poplistor. Han köper det han hör när han hör det. När man inväntar ett format verkar det som att mycket av singelns momentum har hunnit försvinna." "Dreamin'" blev Williams första singelutgivning att bli framgångsrik på fler format än R&B och blev en så kallad "crossover". Den nådde åttondeplatsen på poplistan Billboard Hot 100 och på R&B-marknaden gjorde den henne till ett etablerat namn när den intog förstaplatsen på Top Black Singles. Eftersom "Dreamin'" blev en så pass stor listframgång valde Wing att ge ut en ytterligare ballad som nästa singel från albumet. "Darlin' I" blev dessvärre inte lika uppskattad av popradio som föregångaren och nådde som högst mediokra plats 88 på Hot 100-listan. På R&B-marknaden blev den dock hennes fjärde topp-tio notering i rad.

## Mottagande

### Professionella recensioner
Efter utgivningen var musikjournalister eniga om att Williams hade sångtalang även om albumet i sig fick mestadels blandad kritik. Det beskrevs som "varken en Blockbuster eller en flopp" av Sun-Sentinel. Allmusic gav The Right Stuff ett högt betyg och beskrev albumet som en "balanserad samling" upptempo-kompositioner och ballader. Recensenten skrev: "Trots att Williams jobbade med sex producenter och åtta låtskrivare har albumet en enhetlig känsla och Williams sångröst är kanske inte direkt lämpad för vokalsång i eldig R&B men hon vet sina begränsningar och använder sig istället av sin personlighet." Billboard skrev: "Ex-Miss Americas ökändhet bör inte fråntas det faktum att hon är en riktigt talangfull kvinna. Konsumenter visar intresse: titelspåret har redan nått svarta topp-fyrtio. En annan höjdpunkt är 'I'll Be the One' som innehåller färgsprakande dans tack vare självklar produktion av Exposé-kompositören Lewis Martinee." Cash Box var positiv i deras recension av albumet och lyfte fram Williams sångröst vilken beskrevs som "suberb". Recensenten fortsatte: "Även om Pebbles fick en hit med en låt som var menad för Vanessa– 'Girlfriend'– så vinner ex-Miss America glamour-tjejs lotteriet med ett spektakulärt album och ren uthållighet. Albumet är noggrant sammansatt med ömsinta kärleksballader och den genomträngande slagverksdrivna funken på titelspåret: men det är funken som verkligen skiner här med dess offbeat-drivna innovativa produktion och otröttligt dansanta street-beat." Mary Anna Fesco från Spin gav albumet ett blandat betyg. Hon lyfte fram Williams sångframförande men beskrev produktionen som "bristfällig" och ansåg att den stundtals dränkte hennes sång. R&R Magazine förutsåg att Williams skulle ha en framgångsrik karriär som sångare och beskrev albumet som perfekt för radiostationer som spelade urban, dans, contemporary hit radio och vuxenpop.
The Right Stuff har även recenserats i efterhand. År 2012 skrev den brittiska webbplatsen On This Day in Pop: "The Right Stuff var fylld med brännhet R&B som mötte popgrooves vilka balanserades med tidlösa ballader. Rättmätigt var albumet en riktig smash i staterna och gav upphov till fyra hitsinglar." Recensenten avslutade: "I efterhand hade det varit klokt att ta tillbaka Vanessa till dansgolven efter succén med 'Dreamin'' och sparat en ballad som en femte och sista singel. Funkiga 'Be a Man' hade varit ett idealiskt val som gett Paula Abdul tufft motstånd med oemotståndliga dansrytmer och en refräng så trallvänlig att den stannade kvar i huvudet i dagar. Man kan bara föreställa sig remixerna om någon som Shep Pettibone hade lagt vantarna på den." År 2021 rankade Michele Johnson från webbplatsen Classic Rock History flera låtar från albumet i hennes lista över Williams tio bästa låtar i karriären. "Darlin' I" rankades på andraplatsen och Johnson skrev: "Williams sång är suberb. Hennes röst är klar och koncis. Hon har förstklassigt uttryck och varje ord förstås med lätthet." Johnson rankade "The Right Stuff" på fjärdeplatsen och "Dreamin'" på sjätteplatsen.

## Utmärkelser
Vid den 31:a Grammy Awards-ceremonin år 1988 var Williams nominerad i kategorierna Best New Artist och Best Female R&B Vocal Performance. Hon förlorade den förstnämnda utmärkelsen till Tracy Chapman. I den andra kategorin var hon nominerad tillsammans med Anita Baker, Karyn White, Taylor Dayne och Pebbles. Baker vann med hennes "Giving You the Best That I Got" (1988) Om sin nominering kommenterade Williams till R&B Report: "Jag förväntade mig inte det. Det är fantastiskt att det hände med mitt första album. Jag blev helt mållös över att få en nominering! Jag visste att Anita skulle plocka hem vinsten." Vid den 32:a Grammy Awards-ceremonin år 1989 var Williams åter nominerad i kategorin Best Female R&B Vocal Performance tillsammans med Baker, Janet Jackson, Aretha Franklin och Natalie Cole. Williams förlorade utmärkelsen till Baker och hennes musikalbum Giving You the Best That I Got (1988). Vid den afroamerikanska prisceremonin NCAAP Image Award år 1988 vann Williams utmärkelsen Outstanding Female Artist. I sitt tacktal fick hon en stående ovation när hon sade: "Jag vill definitivt tacka den afroamerikanska gemenskapen för när jag behövde er så fanns ni där för mig. Jag tackar er för möjligheten och uppmuntran, för att ni visade mig hur jag skulle breda ut vingarna och flyga- för jag flyger nu."
| År   | Ceremoni           | Kategori                          | Mottagare         | Resultat  |
| ---- | ------------------ | --------------------------------- | ----------------- | --------- |
| 1988 | Grammy Awards      | Best New Artist                   | Henne själv       | Nominerad |
| 1988 | Grammy Awards      | Best Female R&B Vocal Performance | "The Right Stuff" | Nominerad |
| 1988 | NCAAP Image Awards | Outstanding Female Artist         | Henne själv       | Vann      |
| 1989 | Grammy Awards      | Best Female R&B Vocal Performance | "Dreamin'"        | Nominerad |

## Kommersiell respons och inverkan
Veckan efter utgivningen gick The Right Stuff in på plats 152 på amerikanska albumlistan Billboard Top Pop Albums den 9 juli. Följande vecka noterades albumet på plats 133. Den 6 augusti noterades albumet för första gången inom topp-hundra på listan. Den 21 januari 1989 hade The Right Stuff sålts i 300 000 i USA. Billboard rapporterade att albumets tredje singel "Dreamin' började få momentum på radio vilket gjorde att albumet klättrade från plats 195 till plats 158 på listan den 21 januari 1989. I en intervju med Sun-Sentinel kommenterade hon framgången och sa: "Det är lite av en 'Vad har ni att säga om mig nudå?'-känsla. Jag hade hoppats att med framgångarna så skulle folk börja mjukna upp till mig lite." Den 11 februari gick albumet åter in på topp-hundra och följande vecka, samtidigt som "Dreamin'" intog förstaplatsen på R&B-singellistan, nådde The Right Stuff en ny topposition när den noterades på plats 87. Den 11 mars hoppade albumet från plats 80 till 55 och den 15 april nådde albumet slutligen plats 38 på listan vilket blev dess topposition. The Right Stuff låg totalt 55 veckor på listan. På Top Black Albums nådde The Right Stuff topp-trettio i Billboards utgåva daterad 16 juli och klättrade till plats 26 följande vecka. Albumet nådde topp-tjugo 6 augusti och 11 mars 1989 nådde det topp-tjugo ytterligare en gång. Följande vecka nådde The Right Stuff artondeplatsen, vilket blev dess topposition på listan. Totalt låg albumet 63 veckor på listan.

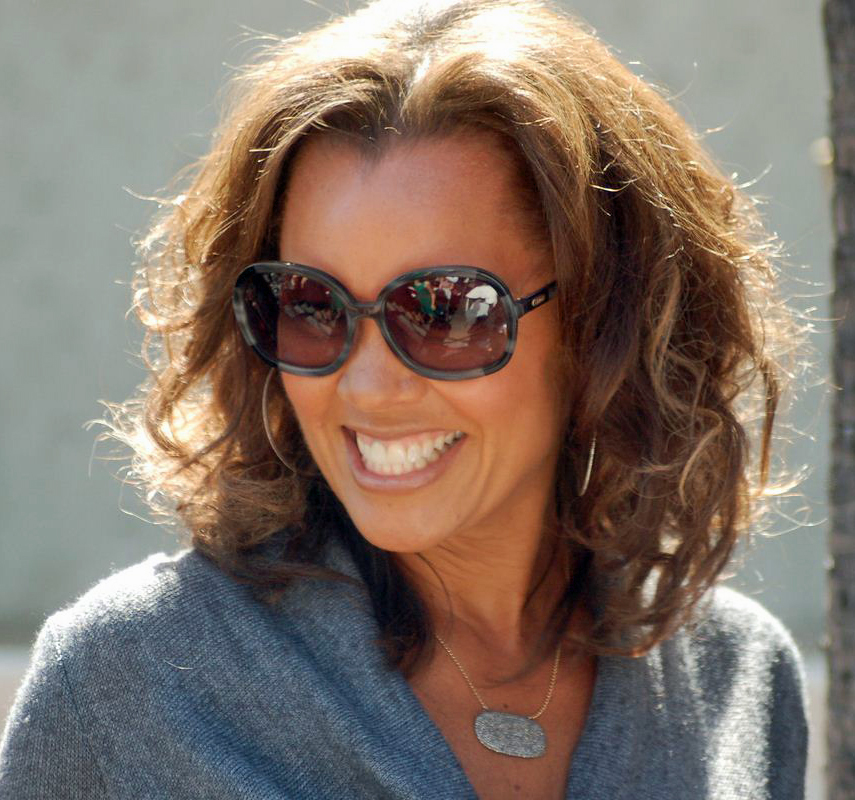
Williams (på bild från 2012) gjorde en framgångsrik "comeback" med The Right Stuff och öppnade dörrarna till en framgångsrik karriär inom musik, TV och film.

Williams comeback och kliv in i musikbranschen efter Miss America-skandalen har beskrivits som en av de främsta återkomsterna i modern pophistoria av Popmatters och The Right Stuff har erkänts för att ha framgångsrikt etablerat Williams som namn utanför skandalen. Williams blev den första Miss America-vinnaren att ha ett musikalbum på den prestigefyllda albumlistan Billboard Top Pop Albums. Den amerikanska tidskriften R&B Report ansåg att albumet "odisputabelt" befäste Williams status som en av tidpunktens främsta sångare. Entertainment Weekly noterade att albumtiteln "The Right Stuff" var en korrekt "föraning" till den framgångsrika karriär hon skulle komma att ha. Fram till 1996 hade hon släppt två ytterligare popalbum vilka mottagit platinacertifikat och flera Grammy-nomineringar, medverkat i Kiss of the Spider Woman på Broadway, framfört sin Oscarvinnande låt "Colors of the Wind" (1994) från Disneyfilmen Pocahontas och inlett en filmkarriär i thrillern Eraser (1995) som hon skådespelade i mot Arnold Schwarzenegger. Steve Huey från Allmusic skrev:
| ” | När Vanessa Williams inledde sin musikkarriär var hon ökänd som den Miss America-vinnaren som tvingades avgå tack vare ett utvik i Penthouse Magazine. Williams la inte bara skandalen bakom sig, hon totalt förintade den, och kom ut med en rad polerade, sofistikerade hits vilka gjorde henne till en av tidpunktens mest framgångsrika R&B-sångare. Utöver den breda musikaliska mångsidigheten så etablerade hon en parallell skådespelarkarriär inom både film och TV och blev en framgångsrik och mångsidig underhållare. | „ |

## Låtlista
| 1.  | "The Right Stuff"        | Rex Salas Kipper Jones                    | Salas             | 4:18 |
| 2.  | "Be a Man"               | Larry Robinson Jones Patrice Rushen       | L. Robinson       | 4:57 |
| 3.  | "Dreamin'"               | Lisa Montgomery Geneva Paschal            | Donald Robinson   | 5:25 |
| 4.  | "If You Really Love Him" | Salas Chuckii Booker                      | Salas             | 5:24 |
| 5.  | "(He's Got) The Look"    | Adil Bayyan Amir Bayyan Wesley Thomas Jr. | Amir Bayyan       | 4:11 |
| 6.  | "I'll Be the One"        | Johnny Elkins Mike Greene                 | Lewis A. Martineé | 4:05 |
| 7.  | "Security"               | Salas Jones                               | Salas             | 4:38 |
| 8.  | "Darlin' I"              | Salas Kenny Harris                        | Salas             | 4:07 |
| 9.  | "Am I Too Much?"         | David Paul Bryant Darryl Ross             | Bryant Ross       | 4:08 |
| 10. | "Can This Be Real?"      | Dan Serafini                              | Salas             | 5:15 |
| 11. | "Whatever Happens"       | Bill Withers Larry Carlton                | Salas             | 3:26 |

## Medverkande
Information hämtad från Discogs

### Musiker
- Vanessa Williams – sång, bakgrundssång
- Chuckii Booker – bakgrundssång
- Johnny Gill – bakgrundssång (spår 1)
- Niki Haris – bakgrundssång (spår 2, 7, 10)
- Rachelle Ferrell – bakgrundssång (spår 3)
- Kipper Jones – bakgrundssång (spår 1, 2, 8)
- Chuckii Booker – bakgrundssång

### Ljudtekniker
- Amir-Salaam Bayyan – producent
- David Paul Bryant – producent
- Lewis A. Martineé – producent, ljudteknik, ljudmixning
- Donald Robinson – producent, ljudmixning
- Darryl Ross – producent
- Rex Salas – producent
- Larry Robinson – producent
- Mike Bona – ljudteknik
- David Bianco – ljudteknik, ljudmixning
- Gerry Brown – ljudteknik
- Craig Burbridge – ljudteknik
- Peter Dlugokencky – ljudteknik
- Michael Frenke – ljudteknik
- Allen Scott Plotkin – ljudteknik
- Paul Scott – ljudteknik
- Steve Shepherd – ljudteknik
- Mike Tarsia – ljudteknik
- Steve Van Arden – ljudteknik
- Erik Zobler – ljudteknik, ljudmixning
- Jared Held – ljudteknik, ljudmixning
- Sabrina Burchanek – ljudteknik (assistans)
- Cliff Jones – ljudteknik (assistans)
- Bob Loftus – ljudteknik (assistans)
- Gill Morales – ljudteknik (assistans)
- Adam Silverman – ljudteknik (assistans)
- Dennis Stefani – ljudteknik (assistans)
- John VanNest – ljudteknik (assistans)
- Rick Alonso – ljudmixning
- Mike Tarsia – ljudmixning
- Jared Held – ljudmixning
- Rod Hui – remix
- Steve Holroyd – mixning (assistans)
- Jared Held – klippning och post-production
- Ed Eckstine – klippning och post-production
- Eric "Vietnam" Sadler – klippning och post-production
- Christopher Shaw – klippning och post-production
- Hank Shocklee – klippning och post-production
- Bill Stephney – klippning och post-production

## Topplistor
| Lista (1988)                     | Högsta position |
| -------------------------------- | --------------- |
| Nederländerna (Album Top 100)    | 45              |
| USA Billboard Top Pop Albums     | 38              |
| USA Top Black Albums (Billboard) | 18              |

| Lista (1988)                     | Högsta position |
| -------------------------------- | --------------- |
| USA Top Black Albums (Billboard) | 66              |

| Lista (1989)                     | Högsta position |
| -------------------------------- | --------------- |
| USA Top Black Albums (Billboard) | 32              |

## Certifikat och försäljningssiffror
| Internationellt                                                                | —    | 1 000 000× |
| USA (RIAA)                                                                     | Guld | 500 000^   |
| ^ avser siffror baserade på certifikat × avser siffror baserade på försäljning |      |            |

## Utgivningshistorik
| Land  | Datum            | Utgåva   | Format              | Skivbolag    | Ref.          |
| ----- | ---------------- | -------- | ------------------- | ------------ | ------------- |
| USA   | 6 juni 1988      | Standard | CD LP kassett       | Wing Polydor | [ 64 ] [ 25 ] |
| Japan | 1 september 1988 | Standard | CD                  | Wing Polydor | [ 27 ]        |
| USA   | 8 december 2006  | Standard | Digital nedladdning | Wing Polydor | [ 28 ]        |

## Not
1. ↑  Demolåtar och pålägg spår 1 och 7
2. ↑  pålägg spår 1, 7 och 10; spår 4 och 11
3. 1 2 3  Spår 2
4. ↑  Spår 2; Vanessa Williams' sång och trombonsolo på spår 5
5. ↑  Spår 3
6. ↑  Spår 5
7. ↑  Spår 6
8. ↑  Pålägg spår 7
9. ↑  Demolåtar 8 och 10
10. 1 2 3 4  Spår 9
11. ↑  Pålägg spår 10